# Gianna Fratta
Gianna Fratta (Erba, 22 agosto 1973) è una direttrice d'orchestra e pianista italiana.

## Formazione
Ha completato la formazione superiore accademica in pianoforte e composizione col massimo dei voti, oltreché in direzione d'orchestra con 10 e lode, studiando con i maestri Daniela Caratori, Ottavio De Lillo e Rino Marrone. Si è perfezionata in pianoforte con Franco Scala ad Imola e Sergio Perticaroli a Roma e ha ottenuto il prestigioso diploma di merito e la borsa di studio all'Accademia Chigiana di Siena a seguito del corso di direzione d'orchestra tenuto dal M° Yuri Ahronovich. È laureata in Giurisprudenza, oltreché in discipline musicali con 110/110 e lode. Ha concluso gli studi superiori di Musica Corale e Direzione di coro.

## Carriera e incarichi
La sua carriera come pianista, che l'ha vista vincitrice di concorsi nazionali e internazionali, continua tutt'oggi attivamente con l'Ensemble Umberto Giordano  – di cui è pianista fin dalla nascita del gruppo –  col quale ha effettuato tournée in Italia, Germania, Spagna, India, Israele, Turchia, Corea, Stati Uniti, Lituania, Svezia suonando in città come Mumbai, Calcutta, Tel Aviv, Haifa, Istanbul, Buenos Aires, Montevideo, Punta del Este, Stoccolma, Vilnius, Seul, New York, Barcellona, Roma ecc.
Il 30 aprile del 2010 ha debuttato con lo stesso ensemble alla Carnegie Hall di New York con grande successo.

Dopo i 25 anni, Fratta si è sempre più dedicata alla direzione d'orchestra lavorando con orchestre come i Berliner Symphoniker (prima donna), l'Orchestra del Teatro dell'Opera di Roma  (prima donna italiana), la Sinfonica di Macao (Cina), la Capella Istropolitana di Bratislava, la Mimesis del Maggio Musicale Fiorentino, la Royal Academy di Londra, l'Orchestra della Fondazione Toscanini di Parma, l'Orchestra del Teatro Petruzzelli di Bari (prima donna), la “Nuova Scarlatti” di Napoli, la Russian Symphony Orchestra, l'Orchestra Sinfonica di Kiev, la Sinfonica di Greensboro (USA), l'Orchestra de l'Ile de France, la Sungshin Orchestra di Seul (Corea), l'Internazionale d'Italia (Festival della Valle d'Itria - prima donna), l'Orchestra del Teatro dell'Opera di Belgrado, quella di Tirana, la Prime Philharmonic Orchestra di Seoul, l'Orchestra Filarmonica di Montevideo, la Sinfonica di Sanremo, L'Aquila, Bari, Lecce, Taranto e molte altre in tutto il mondo. Il M° Yuri Ahronovich ha scritto di lei “Non ho mai conosciuto un direttore così giovane e già così dotato di braccia e di cuore”.
Ha diretto in tutto il mondo titoli come Rigoletto, Madama Butterfly, Tosca, Pagliacci, Cavalleria rusticana, Falstaff, Il tabarro, Suor Angelica, Gianni Schicchi, Aida, Carmen, L'elisir d'amore, Turandot, La traviata, Il re e Marcella di Umberto Giordano e molti altri.
È titolare di cattedra di elementi di composizione al Conservatorio Umberto Giordano di Foggia, visiting professor alla Sungshin University di Seoul (Corea del Sud) in cui è docente di pianoforte e Opera Workshop, oltreché docente ospite per master classes in varie università nel mondo.
Ha lavorato con artisti come Carla Fracci, Mirella Freni, Daniele Abbado, Raina Kabaivanska, François-Joël Thiollier, Sergio Castellitto, Margaret Mazzantini, Michele Placido, Valentina Igoshina, Renato Bruson, Cecilia Gasdia, Oleksandr Semchuk, Cloe Anslip, Paolo Coni e tanti altri.
Gianna Fratta è direttrice artistica della stagione 2012/2013 Musica Civica, otto conversazioni tra suoni e parole fin dalla sua nascita, direttore principale dell'ApuliaEnsemble, pianista dell'Ensemble Umberto Giordano.
Ha inciso CD e DVD per numerose case discografiche (Bongiovanni di Bologna, Velut Luna di Padova, Nea&Antiqua di Bari, Budapest Dischi ecc.)

## Vita privata
Il 14 settembre 2019 ha sposato a Firenze il cantante Piero Pelù.

## Riconoscimenti e onorificenze
- Il 7 marzo 2009 è stata insignita del titolo di Cavaliere della Repubblica italiana con motu proprio del Presidente della Repubblica Giorgio Napolitano, nel corso della cerimonia "Onore al Merito" tenutasi al Palazzo del Quirinale per i risultati da lei ottenuti in campo internazionale come direttore d'orchestra (Motivazione: “per essere una brillante e promettente giovane direttore d'orchestra a livello internazionale e per il talento dimostrato come pianista, che le ha fatto conseguire numerosi e prestigiosi premi”).
- 23 marzo 2009: Consegna del sigillo della città di Foggia – Comune di Foggia, Sindaco Orazio Ciliberti
- 2 agosto 2009: Targa Comunità Montana dei Monti Dauni Settentrionali - Motivazione: “Alla direttrice d'orchestra Gianna Fratta per il contributo alla crescita culturale dei Monti Dauni”.
- 11 agosto 2011: Targa del Comune di Casalvecchio di Puglia – Sindaco Mauro Piccirilli - Motivazione: “Al Direttore d'orchestra Gianna Fratta figlia di questa terra, esempio di grandi capacità e notevoli qualità che ne contraddistinguono l'esaltante percorso professionale in Italia e nel mondo. L'Amministrazione e la Comunità Casalvecchiese orgogliosi ringraziano”.
- 8 marzo 2011: Premio Fidapa Sezione di Bisceglie (Italia)
- 13 marzo 2011: Targa della Provincia di Foggia – On. Antonio Pepe, Presidente - Motivazione: “A Giovanna Fratta perché ha saputo depositare nelle orchestre da lei dirette nel mondo, tutto il sapere artistico, con le note della sua terra. La Provincia di Foggia, in segno di riconoscenza e gratitudine”.
- 24 giugno 2011: Premio Daunia Internazionale 2010
- 24 agosto 2011: Premio Argos Hippium – Siponto (Italia).
- 2 dicembre 2012: Premio Famiglia Daunia – Roma (Italia)
- 18 dicembre 2016: Targa del Presidente del Senato Pietro Grasso in occasione della direzione d'orchestra della XX edizione del Concerto di Natale al Senato (trasmesso in Eurovisione)
- 24 maggio 2017 Titolo di Paul Harris Fellow dal Rotary International - Presidente John F. Gem "in segno di apprezzamento e riconoscenza per il suo tangibile e significativo apporto nel promuovere una migliore comprensione reciproca e amichevoli relazioni fra i popoli di tutto il mondo!"

## Discografia

### CD
- 1998 – Profili - Musiche di Gervasio, Fratta, Anselmi, Furleo, Sica, Parente, La Rotella (Gianna Fratta, compositore)
- 1998 – Percorsi - Musiche di Aguiar, Ferrero, Montani, La Rotella, Pilati, Margola, Furleo Semeraro, Orchestra Tommaso Traetta (Gianna Fratta, pianoforte)
- 2004 - M'ispira irresistibile l'estro della romanza – Songs by opera composers - Musiche di Alfano, Giordano, Zandonai, Leoncavallo, Cilea, Puccini - Incluse 6 liriche di Giordano in prima incisione assoluta (Gianna Fratta, pianoforte)
- 2005 - Arie d'opera - Musiche di Puccini, Giordano, Verdi, Leoncavallo, Massenet, Ponchielli. (Gianna Fratta, direttore)
- 2006 - Le stelle della Giovane Scuola Italiana - Musiche di Mascagni, Puccini, Pisano, Leoncavallo, Giordano (Gianna Fratta, direttore)
- 2006 - All'Opera dopo l'Opera - Musiche di Bellini, Donizetti, Rossini - Ensemble “U. Giordano” (Gianna Fratta, pianoforte)
- 2009 - Le canzoni di Ludwig – I incisione italiana - Musiche di Beethoven - Ensemble “U. Giordano” (Gianna Fratta, pianoforte)

### CD Rom multimediale
- 2003 - Medea da Seneca a Cherubini - CD- Rom multimediale allegato al volume di Giovanni Cipriani, La voce di Medea, Dal testo alla scena, da Seneca a Cherubini (Gianna Fratta, pianoforte)

### DVD
- 2009 - Il Re di Umberto Giordano, Musiche di Umberto Giordano – Prima incisione video assoluta. Orchestra Sinfonica di Capitanata (Gianna Fratta, direttore)

## Il modello femminile
Gianna Fratta è stata la prima donna italiana a dirigere l'Orchestra del Teatro dell'Opera di Roma, la prima donna a dirigere al Teatro Petruzzelli di Bari, alla Sinfonica di Macao (Cina), la prima donna alla guida della storica orchestra dei Berliner Symphoniker, la prima donna a dirigere una produzione del Festival della Valle d'Itria. Anche per questi primati è una delle protagoniste del docufilm Per la mia strada con la regia di Emanuela Giordano. Il documentario, nato da un'idea di Serena Romano e scritto da Diletta Pistono, mostra otto donne eccellenti nelle loro professioni, donne lontane dai riflettori e dai rumori della visibilità, della politica, delle amplificazioni dei media; modelli che il documentario racconterà nelle università italiane, nei licei, in televisione e che per questo ha ottenuto una targa di rappresentanza dalla Presidenza della Repubblica. Insieme a Gianna Fratta, tra le altre, Nadia Urbinati, Grazia Neri, Nives Meroi. Inoltre è una delle protagoniste del progetto La Donna Mobile - Campagna contro la discriminazione e la violenza di genere promosso dalla rock band Violet Blend, col Patrocinio del Comune di Firenze e la collaborazione della Biblioteca Riccardiana e del Teatro Verdi, a sostegno di Associazione italiana donne per lo sviluppo. Insieme a Gianna Fratta, troviamo oltre 30 testimonial per il progetto, tra cui Alia Guagni, Carolina Morace e Lucia Votano.